# Estrela de primeira geração
Estrelas de Primeira Geração são as primeiras estrelas que teriam se formado no Universo. Acredita-se que elas foram responsáveis pelo pontapé inicial da formação do Universo como o conhecemos. Elas contribuíram na formação de elementos pesados, nas gerações posteriores de estrelas, na formação de planetas e da vida em si.

## Formação
O modelo mais aceito é de que as estrelas teriam se formado de um gás primordial que teria sido criado pelo Big Bang. O gás primordial seria composto majoritariamente de átomos de hélio, hidrogênio e de matéria escura. Com o tempo, ele teria formado uma rede de nós em um tipo de filamento comprimindo-se devido a sua gravidade.
Essa compressão aqueceria o gás a temperaturas de mais de 1000 kelvins, permitindo que átomos de hidrogênio se combinassem em pares, formando concentrações baixas de hidrogênio molecular. Ao colidirem com átomos de hidrogênio, as moléculas emitiriam radiação infravermelha, perdendo energia e consequentemente resfriando as regiões mais densas do gás. O resfriamento (as temperaturas nas partes mais densas, caíram para 300 a 200 kelvin) diminui a pressão em certas partes do gás permitindo assim a aglutinação da matéria em caroços gravitacionalmente ligados.
Esse sistema formador de estrelas teria uma configuração muito próxima das galáxias atuais. A matéria comum ficaria aglomerada em forma de disco devido a perda de energia, enquanto a matéria escura permaneceria espalhada pelo sistema em uma forma de halo (já que ela não perderia energia). Dentro dos discos, os caroços mais densos continuariam a se contrair até colapsarem, tornando-se assim estrelas.

## Características
As Estrelas de Primeira Geração teriam massas e luminosidade muito superiores a do Sol e constituídas de plasma (o gás usado em sua formação transforma-se em plasma). Seriam compostas basicamente de hidrogênio e hélio e emitiriam grande parte de sua luminosidade na faixa do ultravioleta. Devido a sua grande massa e composição de elementos, as Estrelas de Primeira Geração teriam uma vida relativamente curta, sendo as idades determinadas pela quantidade de massa das estrelas. A tabela abaixo compara as características das Estrelas com as do Sol.
| Estrelas:      | Sol                | Estrelas de Primeira Geração |
| Massa:         | 1,9891 × 1030 kg   | 100 a 1000 massas solares    |
| Raio:          | 696 mil km         | 4 a 14 raios solares         |
| Luminosidade:  | 5.780 kelvins      | 100 mil a 110 mil kelvins    |
| Tempo de Vida: | 10 bilhões de anos | 3 milhões de anos            |

## Importância
A importância das Estrelas de Primeira Geração está não só na busca de respostas sobre o passado do Universo, mas também na compreensão atual de sua formação. As estrelas foram responsáveis pela criação e disseminação de elementos pesados como o oxigênio, o carbono e o ferro. Ao chegar nos estágios finais de suas vidas, as Estrelas de Primeira Geração queimaram todo o seu combustível (hidrogênio) responsável em contrapor sua força de atração gravitacional. Devido a isso os núcleos das estrelas começam a fundir hélio. Nesse processo, elementos mais pesados são criados em seus núcleos. Quando as estrelas não tem mais elementos que fornecem energia na sua fusão, sua gravidade as comprimem e dependendo de suas massas, o resultado é um colapso, súbito e catastrófico, espalhando esses elementos através do Universo. Tais elementos foram incorporados nas estrelas posteriores, permitindo uma maior estabilidade na fusão nuclear e garantindo maior tempo de sobrevivência para as mesmas, criando um cenário mais favorável para abrigar vida. Também contribuíram na formação de planetas e da vida, que são igualmente constituídos por elementos criados no interior de seus núcleos moribundos.

## Leitura Recomendada
Scientific American Brasil Edição Especial "A vida secreta das estrelas": As primeiras estrelas do Universo, páginas 6 á 13.
Before the beginning: our Universe and others. Martin j. Rees. Perseus Books, 1998.
The first sources of light. Volker Bromm, em Publications of the Astronomical Society of the Pacific, vol. 116, páginas 103-114, fevereiro de 2004.
The first stars. V.Bromm e Richard B. Larson, em Annual Reviews of Astronomy and Astrophysics, vol.42, páginas 79-118, setembro de 2004.